# Tommaso Gargallo di Castel Lentini
Cav. Tommaso Maria Gargallo di Castel Lentini (Roma, 19 gennaio 1962) è un generale italiano discendente di una nobile famiglia e 
membro del corpo militare dell'ACISMOM, ne è il comandante dal 2023.

## Biografia
Nasce a Roma il 19 gennaio del 1962 da una famiglia nobile originaria di Siracusa.

### Studi e carriera civile
Ha effettuato studi in Scienze Agrarie approfondendo gli studi tropicali e subtropicali in quanto svolge l'attività di imprenditore agricolo e possiede degli appezzamenti di terreno in provincia di Siracusa, è altresì imprenditore edile.

### Carriera Militare

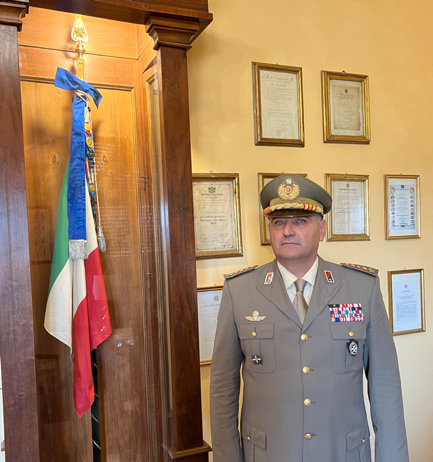
Gargallo di Castel Lentini come colonnello commissario comandante del Corpo

La sua formazione nell'ambito militare lo ha visto partecipare al 114º Corso Allievi Ufficiali di Complemento, nell'Arma di Cavalleria, con successiva assegnazione all'8º Reggimento Lancieri di Montebello.
È iscritto nei Ruoli del Corpo militare dell'ACISMOM dal 2013 e nel corso della sua carriera all'interno del Corpo, ha svolto il ruolo di Responsabile dell'Unità Territoriale Sicilia dal 2016 all'agosto 2023. Contestualmente, dal 2013 al 2022, è stato al comando della Compagnia marciante del Corpo Militare durante la tradizionale Rivista del 2 giugno, in occasione della Festa della Repubblica.
Nel corso della sua esperienza alla guida dell'Unità Territoriale "Sicilia" del Corpo Militare, ha coordinato il personale volontario anche durante la pandemia da Covid-19 durante la quale ha promosso donazioni di materiale sanitario e beni di prima necessità a favore di coloro colpiti economicamente dagli effetti collaterali del virus. Ha anche coordinato il personale medico e infermieristico dell'Unità che, durante la pandemia, ha partecipato all'Operazione "EOS", avviata dal Comando Operativo di Vertice Interforze per la vaccinazione delle isole Eolie, inoltre ha gestito numerosi interventi in situazioni calamitose, concentrando gli sforzi soprattutto durante eventi alluvionali e sismici nell'area catanese. Ha ricevuto nel corso della carriera un elogio e due compiacimenti.
Dal 2023 è colonnello facente funzioni di comandante del Corpo, mentre da gennaio 2024 è stato promosso a Generale Direttore Capo del Personale.

### Volontariato
Ha dedicato numerosi anni al volontariato nel Corpo Italiano di Soccorso dell'Ordine di Malta, assumendo il ruolo di Capo Raggruppamento della Sicilia Orientale dal 2004 al 2015. Durante la sua esperienza nel C.I.S.O.M., ha partecipato a corsi focalizzati sulla gestione delle emergenze ed ha effettuato attività come l'assistenza agli sbarchi di immigrati in Sicilia e il servizio a bordo delle motovedette SAR della Capitaneria di Porto.
Ha partecipato attivamente anche a missioni umanitarie e di soccorso all'estero in paesi come Bosnia, Montenegro, Croazia, Albania e nel Magreb, prima per conto della Croce Rossa Italiana e poi per conto dell'Ordine. Ha inoltre contribuito alle attività di bonifica di zone minate con l'Associazione "Halo Trust" in luoghi come il Kosovo, la Cambogia, lo Sri Lanka e il Benin.

### Sport
Fin dalla giovane età, pratica sport, impegnandosi a livello agonistico nelle discipline del judo, della lotta libera e della lotta greco-romana. Questo impegno lo ha portato a conquistare più volte il titolo di campione italiano nella lotta greco-romana.
Coltiva anche un forte amore per il mondo equestre, è proprietario di una scuderia di cavalli da "attacchi", con i quali ha partecipato con successo a circa 20 campionati italiani, riuscendo a vincerne tre. Ha anche preso parte a quattro campionati del mondo e ai giochi olimpici WEG.

## Ascendenza
Discende dalla famiglia nobile dei Gargallo pertanto ricopre il titolo di XI barone del Priolo e di VIII marchese di Lentini. Inoltre è un discendente del famoso poeta Tommaso Gargallo.
|                                 |                                          |                                 |                                      |                                      |
|                                 | Vincenzo Gargallo *?? - †??              |                                 |                                      |                                      |
|                                 |                                          |                                 |                                      |                                      |
|                                 |                                          |                                 |                                      |                                      |
|                                 | Francesco Gargallo *1635 - †1672         |                                 |                                      |                                      |
|                                 |                                          |                                 |                                      |                                      |
|                                 |                                          |                                 |                                      |                                      |
|                                 | Giuseppe Gargallo *1660 - †1672          |                                 |                                      |                                      |
|                                 |                                          |                                 |                                      |                                      |
|                                 |                                          |                                 |                                      |                                      |
| Giuseppe Gargallo *1725 - †1802 | Giuseppe Gargallo *1725 - †1802          | Emanuele Gargallo *1766 - †1803 | Emanuele Gargallo *1766 - †1803      |                                      |
|                                 |                                          |                                 |                                      |                                      |
|                                 |                                          |                                 |                                      |                                      |
|                                 |                                          | Pietro Gargallo *?? - †??       |                                      |                                      |
|                                 |                                          |                                 |                                      |                                      |
|                                 |                                          |                                 |                                      |                                      |
|                                 | Tommaso Gargallo *1760 - †1843           | Tommaso Gargallo *1760 - †1843  | Mario Tommaso Gargallo *1760 - †1843 | Mario Tommaso Gargallo *1760 - †1843 |
|                                 |                                          |                                 |                                      |                                      |
|                                 |                                          |                                 |                                      |                                      |
|                                 | Filippo Francesco Gargallo *1882 - †1954 |                                 |                                      |                                      |
|                                 |                                          |                                 |                                      |                                      |
|                                 |                                          |                                 |                                      |                                      |
|                                 | Gioacchino Gargallo *1923 - †2007        |                                 |                                      |                                      |
|                                 |                                          |                                 |                                      |                                      |
|                                 |                                          |                                 |                                      |                                      |
|                                 | Tommaso Gargallo *1962                   |                                 |                                      |                                      |